# Bank Account
Bank Account is een nummer van de Amerikaanse rapper 21 Savage uit 2017. Het is de enige single van zijn debuutalbum Issa Album.
In het nummer rapt 21 Savage over de vele miljoenen op zijn bankrekening, maar iedere regel waaruit zijn rijkdom blijkt, wordt gevolgd door een regel met een bedreiging als gevolg van zijn rijkdom. "Bank Account" werd in een aantal landen een bescheiden hit. Het nummer bereikte de 12e positie in de Amerikaanse Billboard Hot 100. In Nederland werd de plaat geen hit, terwijl het in Vlaanderen de 22e positie bereikte in de tipparade.